# Přerušený článek
Přerušený článek (v anglickém originále Broken Link) je v pořadí dvacátá šestá epizoda čtvrté sezóny seriálu Star Trek: Stanice Deep Space Nine.

## Příběh
Garak si do svého obchodu zavolá Oda, aby ho seznámil se svou nejlepší zákaznicí. Odo nemá o seznámení zájem, tento aspekt lidského chování odmítá prozkoumat. Při odchodu z obchodu ovšem utrpí záchvat a zkolabuje. Podle Bashira kolísá jeho hmotnost i hustota, a dokud se jeho situace nezlepší, musí zůstat na ošetřovně. Odův stav se ale výrazně zhorší, a protože Bashir nemá žádný lék, navrhne Odo cestu do kvadrantu Gamma na rodnou planetu, kde by ho mohli jeho lidé vyléčit.
Na Defiant, který Oda převáží, se vetře i Garak, který se Tvůrců chce zeptat na cardassijské zajatce, které by Dominion mohl mít. Krátce po průletu červí dírou je Defiant obklíčen množstvím jem'hadarských lodí a poté se Jem'hadarové v doprovodu vůdkyně Tvůrců transportují na palubu. Sisko chce Oda doprovodit, a protože Tvůrci nechtějí prozradit souřadnice své nové planety, pilotování Defiantu se ujmou Jem'hadarové. Tvůrkyně navštíví Oda na ošetřovně a spojením ho stabilizuje, nicméně mu prozradí, že to oni ho nakazili chorobou, kterou teď trpí, aby ho dostali na svou planetu, kde bude souzen za zabití jiného Tvůrce. Garak vznese svůj dotaz a dostane odpověď: žádný Cardassian nepřežil a Cardassiané jsou v podstatě mrtví, protože zaútočili na Dominion.
Worf zabrání Garakovi, aby se zmocnil zbraní Defiantu, se kterými chtěl Cardassian vyhladit všechny Tvůrce. Odo je souzen a uznán vinným, a jako trest je přeměněn na člověka. Zpátky na stanici zakouší Odo úplně nové pocity, například hlad. Pak všechny terminály začnou vysílat vzkaz kancléře Gowrona, že Klingonská říše požaduje od Federace vydání sektoru Archanis a za účelem obsazení do něj byla vyslána útočná jednotka. Odo si vzpomene, že během spojení se ostatní Tvůrci snažili mu zatajit některé tváře. Ta Gowronova byla jednou z nich, což znamená, že klingonský kancléř je Tvůrce.